# Aderpas nyassicus
Aderpas nyassicus là một loài bọ cánh cứng trong họ Cerambycidae.